# 鄭海均
鄭海均或譯鄭奚均（韓語：정해균，1968年8月16日—），韓國男演員。

## 影視作品

### 電視劇／劇集
- 2014年：KBS2《Healer》飾演 黃帝國
- 2015年：MBC《華政》飾演 姜弘立
- 2015年：KBS《橘皮馬末蘭果醬》飾演 趙俊九
- 2016年：SBS《Puck》飾演 河明根
- 2016年：tvN《Signal》飾演 安治秀
- 2016年：SBS《Doctors》飾演 劉敏浩
- 2016年：KBS《雲畫的月光》飾演 洪景來
- 2017年：MBC《君主—假面的主人》飾演 異線的父親
- 2017年：OCN《救救我》飾演 林周浩
- 2017年：MBC《Two Cops》飾演 馬振國
- 2018年：tvN《我的大叔》飾演 朴東雲
- 2018年：tvN《百日的郎君》飾演 延氏
- 2018年：tvN《從天而降億萬顆星星》飾演 金尚鎮（特別出演）
- 2019年：OCN《Kill It》飾演 都在煥
- 2019年：tvN《請融化我吧》飾演 金洪錫
- 2019年：tvN《精神病患者日記》飾演 流浪漢
- 2019年：tvN《Black Dog》飾演 文秀浩
- 2020年：KBS2《靈魂維修工》飾演 朴大河
- 2021年：tvN《如蝶翩翩》飾演 沈成山
- 2021年：OCN《黑洞》飾演 林周浩（与OCN《救救我》为同一角色）
- 2021年：JTBC《孔雀都市》饰演 赵康贤
- 2022年：tvN《夏娃的醜聞》饰演 金正哲
- 2023年：MBC《Numbers：大廈之林的監視者們》飾演 李燦主
- 2023年：Disney+《舊案尋兇2》饰演 文成日
- 2023年：tvN《O'PENing（2023年）—夏季感冒》饰演 补习班院长
- 2024年：Netflix《政壇旋風》饰演 鄭必九
- 2025年：Disney+《揭密最前線》飾演 崔健
- 2025年：Netflix《苦盡柑來遇見你》飾演 吳韓武

### 電影
- 2004年：《醜男大翻身》
- 2006年：《寂靜的世界》
- 2012年：《殺人告白》飾演 J先生
- 2013年：《模犯母親》飾演 崔刑警
- 2014年：《神之一手》
- 2014年：《我的獨裁者》
- 2015年：《思悼》
- 2015年：《父仇者》
- 2016年：《危險羅曼史》飾演 出版社社長
- 2017年：《與神同行》飾演 卞成大王
- 2017年：《惡女》
- 2019年：《王的文字》飾演 高若海
- 2019年：《真兇（朝鲜语：진범 (영화)）》飾演 趙尚弼刑警
- 2020年：《雙面追緝（朝鲜语：사라진 시간）》飾演 鄭海均
- 2022年：《圣诞颂歌》饰演 赵顺宇的律师（特别出演）
- 待定：《別碰髒錢》（더러운 돈에 손대지 마라）

## 外部連結
- 鄭海均在NAVER上的资料
- 鄭海均在Daum上的资料
- 鄭海均在HanCinema的頁面（英文）